# Schrebera trichoclada
Schrebera trichoclada ist eine Pflanzenart in der Familie der Ölbaumgewächse. Sie kommt im mittleren bis ins südliche Afrika und in Madagaskar vor.

## Beschreibung
Schrebera trichoclada wächst als kleiner Baum oder großer Busch und wird bis etwa 10 Meter hoch. Der Stamm wird bis 30 Zentimeter dick. Die raue Borke ist rissig und bräunlich. 
Die einfachen, gegenständigen und gestielten Laubblätter sind eiförmig bis elliptisch. Sie sind bis etwa 14 Zentimeter lang, die Spitze ist rundspitzig bis zugespitzt, der Blattrand ist ganz und oft etwas wellig. Die Blätter sind unterseits leicht borstig.
Die gestielten Blütenstände sind endständig und zymös. Es sind kleine und abfallende Deckblätter unter den Blütenständen vorhanden. Die gestielten, stieltellerförmigen Blüten sind zwittrig mit doppelter Blütenhülle, sie sind meist sechszählig. Der grüne, mehr oder weniger feinhaarige Kelch ist klein und glockenförmig mit kleinen, unregelmäßigen Spitzen. Die hellgelblichen bis weißlichen und freien, verkehrt-eiförmigen bis elliptischen, mehr oder weniger abgerundeten Kronlappen sind meist zurückgelegt und besitzen innen, im unteren Bereich, vom Schlund an, einen rötlich-braunen Bereich aus feinen und kurzen Haaren. Die lange, röhrige Kronröhre ist grünlich. Der zweikammerige Fruchtknoten ist oberständig mit einem langen, meist in der Kronröhre eingeschlossenem Griffel mit einer kopfigen, länglichen Narbe. Die fast sitzenden, meist nur zwei Staubblätter sitzen innen und oben in der Kronröhre im Schlund.
Es werden bräunliche, schmal-birnenförmige und zweifächrige, lokulizidale und holzige Kapselfrüchte gebildet, die sich unten und mittig, zweispaltig öffnen. In der Mitte der einzelnen Fächer wird aus den unentwickelten Samen eine komprimierte Trennwand gebildet. Die Früchte werden bis etwa 6 Zentimeter lang und bis 2,5 Zentimeter breit, sie besitzen vereinzelte, kleine „Warzen“. Die einzelnen, flachen, meistens vier Samen sind elliptisch mit einem längeren, spitzen und membranösen Flügel auf einer Seite, sie sind bis etwa 4–5 Zentimeter lang.

## Systematik
Die Erstbeschreibung erfolgte 1869 durch Friedrich Welwitsch in Trans. Linn. Soc. London 27: 41, t. 15. Synonyme sind Nathusia golungensis (Welw.) Kuntze, Nathusia trichoclada (Welw.) Kuntze, Schrebera affinis Lingelsh., Schrebera buchananii Baker, Schrebera golungensis Welw., Schrebera koiloneura Gilg, Schrebera oligantha Gilg, Schrebera platyphylla Gilg, Schrebera schellenbergii Lingelsh.